# Ostabat-Asme
Pour les articles homonymes, voir Asme et Ostabat.
Ostabat-Asme [ɔstabat asm] (Izura-Azme en basque) est une commune française située dans le département des Pyrénées-Atlantiques, en région Nouvelle-Aquitaine.
Elle a été créée par la réunion des communes d'Ostabat et d'Asme.

## Géographie

### Localisation
La commune d'Ostabat-Asme se trouve dans le département des Pyrénées-Atlantiques, en région Nouvelle-Aquitaine.
Elle se situe à 100 km par la route de Pau (57,0 km à vol d'oiseau), préfecture du département, à 64 km de Bayonne (42,0 km à vol d'oiseau), sous-préfecture, et à 15 km de Saint-Palais (8,4 km à vol d'oiseau), bureau centralisateur du canton du Pays de Bidache, Amikuze et Ostibarre dont dépend la commune depuis 2015 pour les élections départementales.
La commune fait en outre partie du bassin de vie de Saint-Palais.
Les communes les plus proches sont : 
Arhansus (2,9 km), Juxue (3,0 km), Larceveau-Arros-Cibits (3,3 km), Orsanco (4,2 km), Lantabat (4,4 km), Uhart-Mixe (4,7 km), Bunus (5,1 km), Larribar-Sorhapuru (6,2 km).
Sur le plan historique et culturel, Ostabat-Asme fait partie de la province de la Basse-Navarre, un des sept territoires composant le Pays basque,. La Basse-Navarre en est la province la plus variée en ce qui concerne son patrimoine, mais aussi la plus complexe du fait de son morcellement géographique. Depuis 1999, l'Académie de la langue basque ou Euskalzaindia divise la Basse-Navarre en six zones,. La commune est dans le pays d’Ostabarret (Oztibarre), à l’est de ce territoire.

### Communes limitrophes
Les communes limitrophes sont  Arhansus, Juxue, Lantabat, Larceveau-Arros-Cibits, Orsanco et Uhart-Mixe.
|          | Orsanco                | Uhart-Mixe |
| Lantabat | Ostabat-Asme           | Arhansus   |
|          | Larceveau-Arros-Cibits | Juxue      |

### Géologie

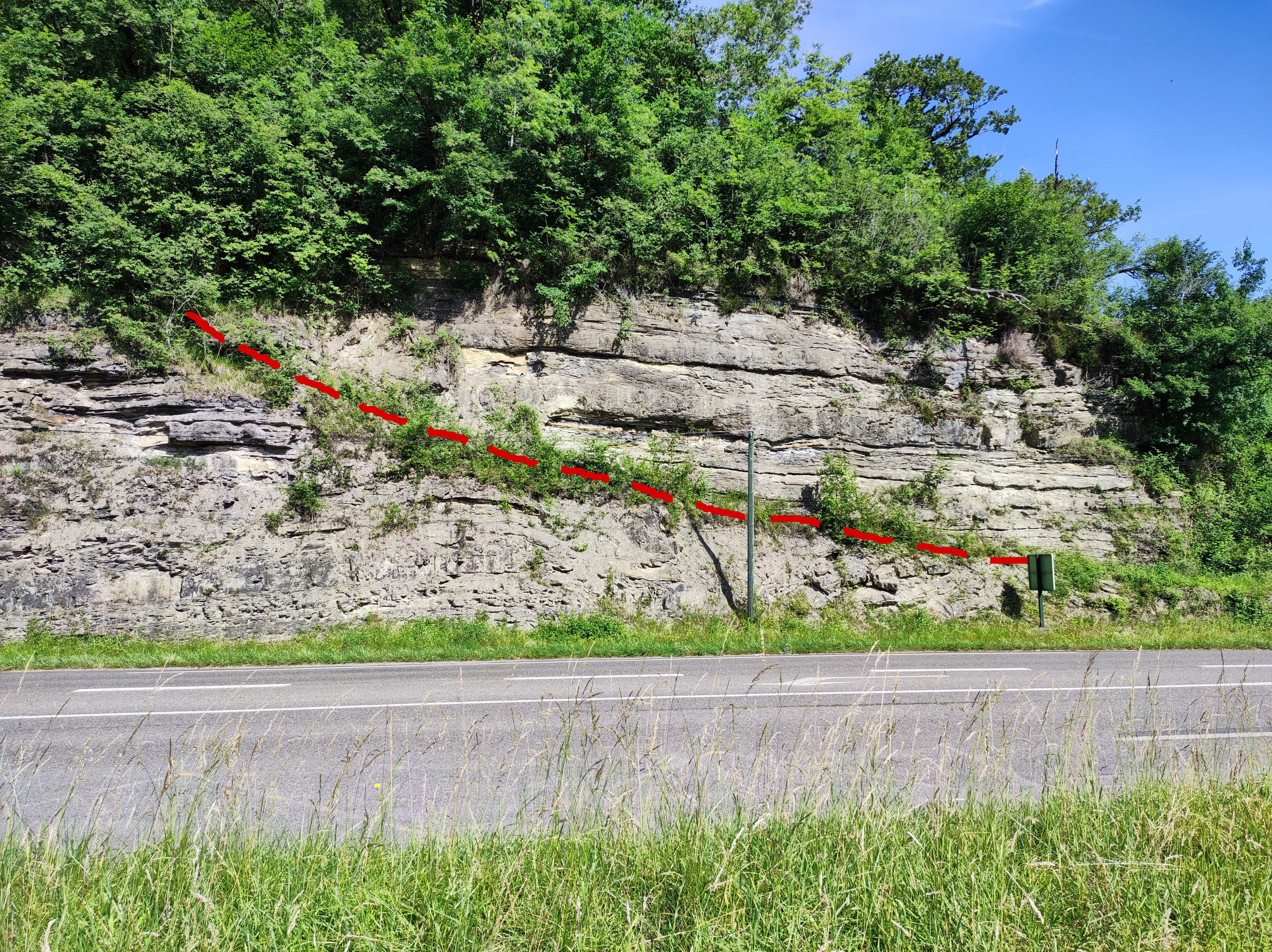
Faille géologique inverse à Harambeltz.
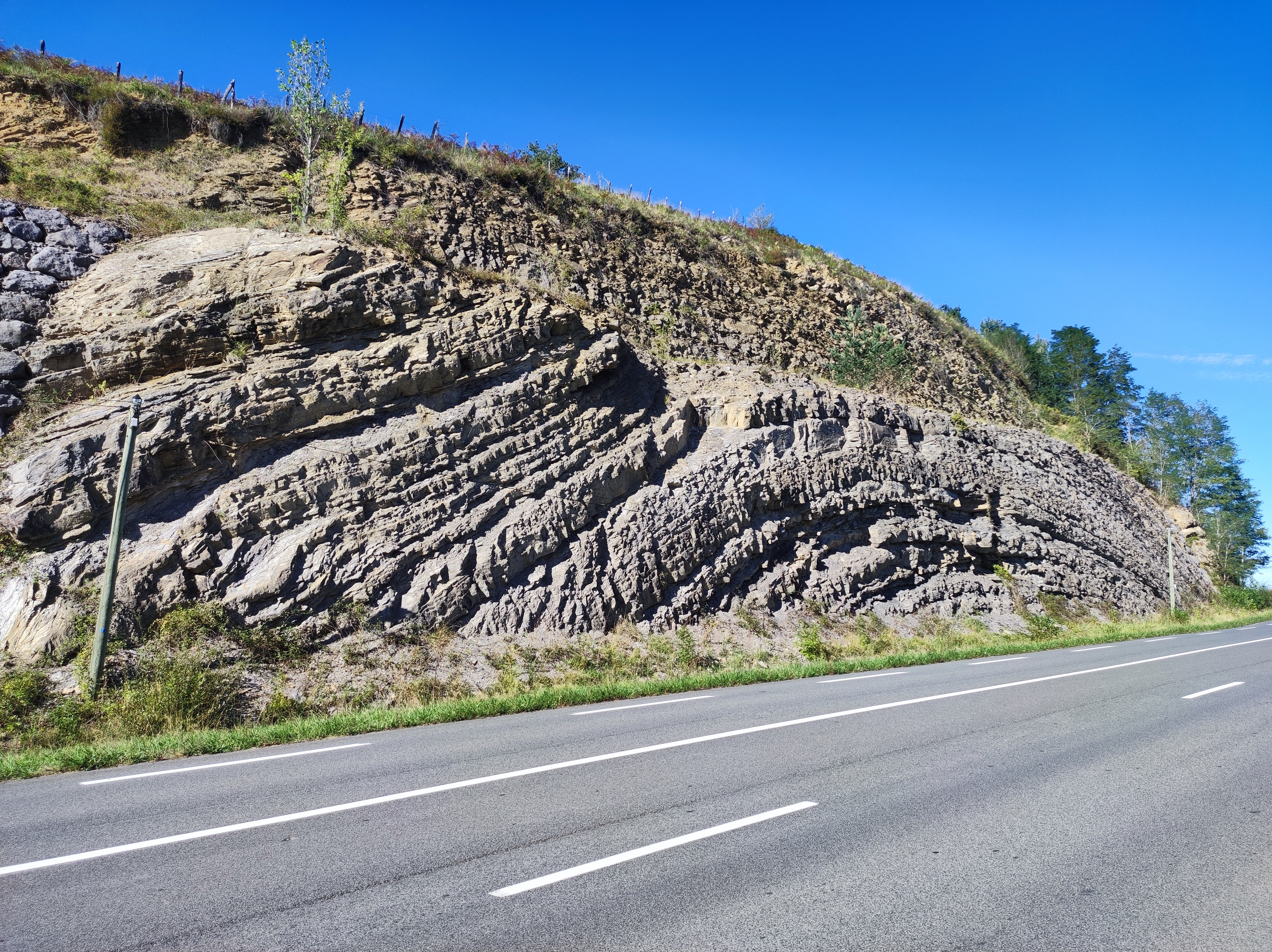
Anticlinal de flyschs à Harambeltz.

La partie sud de la région est constituée de flyschs bleus du Crétacé supérieur, très épais (plusieurs kilomètres) et à fort pendage avec des dépôts alluvionnaires (sables et argiles surmontés de limons) du quaternaire le long de la Bidouze,,. La partie nord est faite de flysch à silex. À la limite des deux une faille est visible près d'Harambeltz. Ce type de terrain est peu propice aux captages d'eau, inexistants sur la commune qui est alimentée par les sources Zahagui et Hastokia à Hosta et Ur Belcha à Musculdy dépendantes du massif karstique des Arbailles.

### Hydrographie

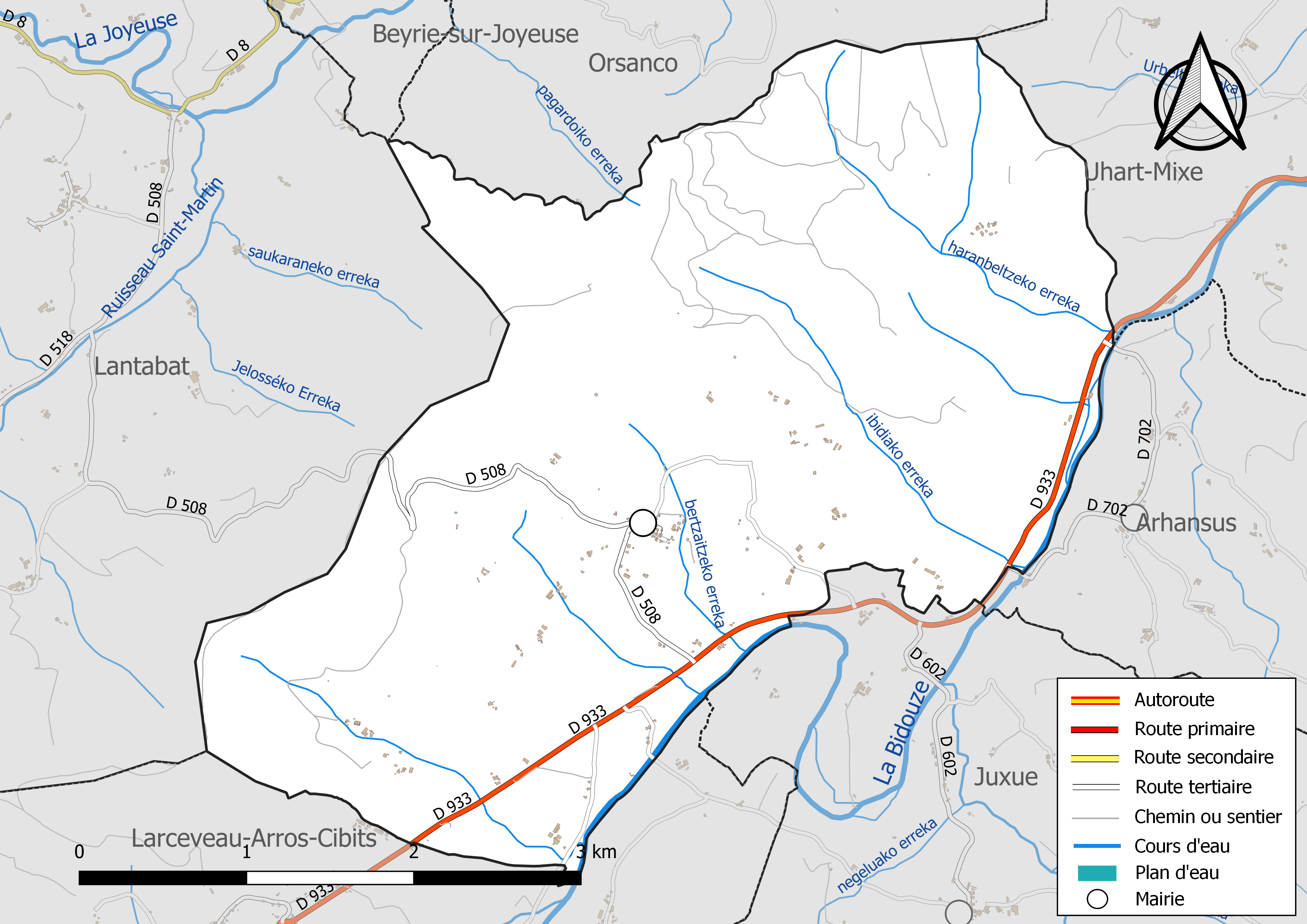
Réseaux hydrographique et routier d'Ostabat-Asme.

La commune est drainée par la Bidouze, l'Harambeltzko erreka (ruisseau d'Harambelz), l'Ithurriberriako erreka (ruisseau Ithuriberria), le Bersaitsko erreka (ruisseau Bersaita), le Laxagaco erreka (ruisseau de Laxague), le Carrica çarreco erreka (ruisseau d'Asme), et par divers petits cours d'eau, constituant un réseau hydrographique de 18 km de longueur totale,,,.
La Bidouze, d'une longueur totale de 82,2 km, prend sa source dans la commune d'Aussurucq dans le massif des Arbailles et s'écoule du sud vers le nord. Elle traverse la commune et se jette dans l'Adour à Guiche, après avoir traversé 26 communes.

### Climat
Pour des articles plus généraux, voir Climat de la Nouvelle-Aquitaine et Climat des Pyrénées-Atlantiques.
Historiquement, la commune est exposée à un micro climat océanique basque.
En 2020, Météo-France publie une typologie des climats de la France métropolitaine dans laquelle la commune est exposée à un climat de montagne et est dans la région climatique Pyrénées atlantiques, caractérisée par une pluviométrie élevée (>1 200 mm/an) en toutes saisons, des hivers très doux (7,5 °C en plaine) et des vents faibles.
Pour la période 1971-2000, la température annuelle moyenne est de 13,6 °C, avec une amplitude thermique annuelle de 13,3 °C. Le cumul annuel moyen de précipitations est de 1 484 mm, avec 12,1 jours de précipitations en janvier et 8,6 jours en juillet. Pour la période 1991-2020, la température moyenne annuelle observée sur la station météorologique la plus proche, située sur la commune d'Aïcirits-Camou-Suhast à 10 km à vol d'oiseau, est de 14,3 °C et le cumul annuel moyen de précipitations est de 1 219,1 mm,. Pour l'avenir, les paramètres climatiques de la commune estimés pour 2050 selon différents scénarios d’émission de gaz à effet de serre sont consultables sur un site dédié publié par Météo-France en novembre 2022.

### Milieux naturels et biodiversité

#### Réseau Natura 2000
Le réseau Natura 2000 est un réseau écologique européen de sites naturels d'intérêt écologique élaboré à partir des Directives « Habitats » et « Oiseaux », constitué de zones spéciales de conservation (ZSC) et de zones de protection spéciale (ZPS).
Un site Natura 2000 a été défini sur la commune au titre de la « directive Habitats » : « la Bidouze (cours d'eau) », d'une superficie de 2 570 ha, un vaste réseau hydrographique drainant les coteaux du Pays basque,.

#### Zones naturelles d'intérêt écologique, faunistique et floristique
L’inventaire des zones naturelles d'intérêt écologique, faunistique et floristique (ZNIEFF) a pour objectif de réaliser une couverture des zones les plus intéressantes sur le plan écologique, essentiellement dans la perspective d’améliorer la connaissance du patrimoine naturel national et de fournir aux différents décideurs un outil d’aide à la prise en compte de l’environnement dans l’aménagement du territoire.
Deux ZNIEFF de type 2 sont recensées sur la commune, : 
- les « landes, bois et prairies du bassin de la Bidouze » (11 263,46 ha), couvrant 25 communes du département[30] ;
- le « réseau hydrographique de la Bidouze et annexes hydrauliques » (2 867,4 ha), couvrant 30 communes dont 1 dans les Landes et 29 dans les Pyrénées-Atlantiques[31].

## Urbanisme

### Typologie
Au 1er janvier 2024, Ostabat-Asme est catégorisée commune rurale à habitat très dispersé, selon la nouvelle grille communale de densité à sept niveaux définie par l'Insee en 2022.
Elle est située hors unité urbaine. Par ailleurs la commune fait partie de l'aire d'attraction de Saint-Palais, dont elle est une commune de la couronne,. Cette aire, qui regroupe 25 communes, est catégorisée dans les aires de moins de 50 000 habitants,.

### Occupation des sols

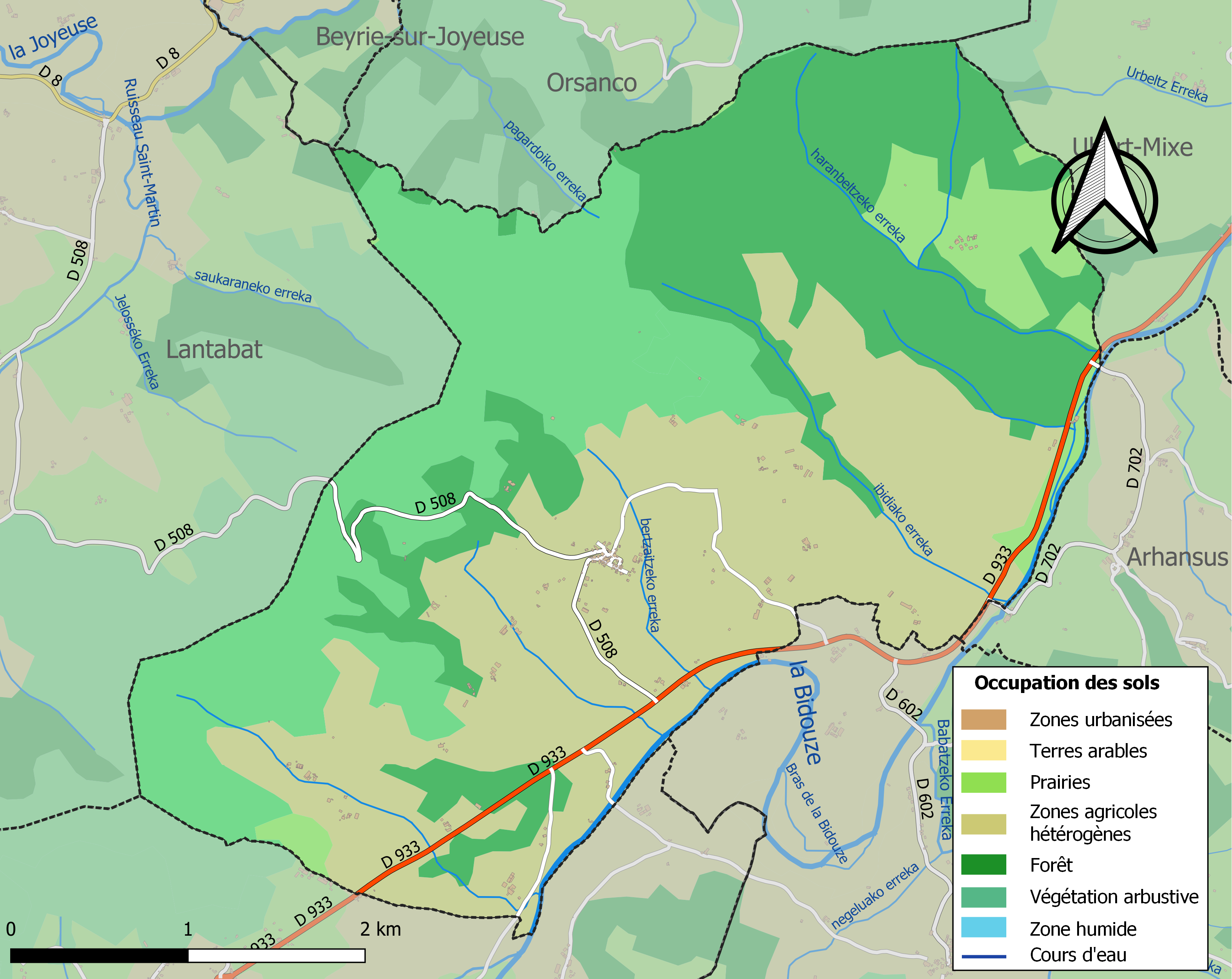
Carte des infrastructures et de l'occupation des sols de la commune en 2018 (CLC).

L'occupation des sols de la commune, telle qu'elle ressort de la base de données européenne d’occupation biophysique des sols Corine Land Cover (CLC), est marquée par l'importance des forêts et milieux semi-naturels (52,6 % en 2018), en diminution par rapport à 1990 (54,6 %). La répartition détaillée en 2018 est la suivante : 
zones agricoles hétérogènes (41,1 %), forêts (27,6 %), milieux à végétation arbustive et/ou herbacée (25 %), prairies (6,3 %).
L'IGN met par ailleurs à disposition un outil en ligne permettant de comparer l’évolution dans le temps de l’occupation des sols de la commune (ou de territoires à des échelles différentes). Plusieurs époques sont accessibles sous forme de cartes ou photos aériennes : la carte de Cassini (XVIIIe siècle), la carte d'état-major (1820-1866) et la période actuelle (1950 à aujourd'hui).

### Lieux-dits et hameaux

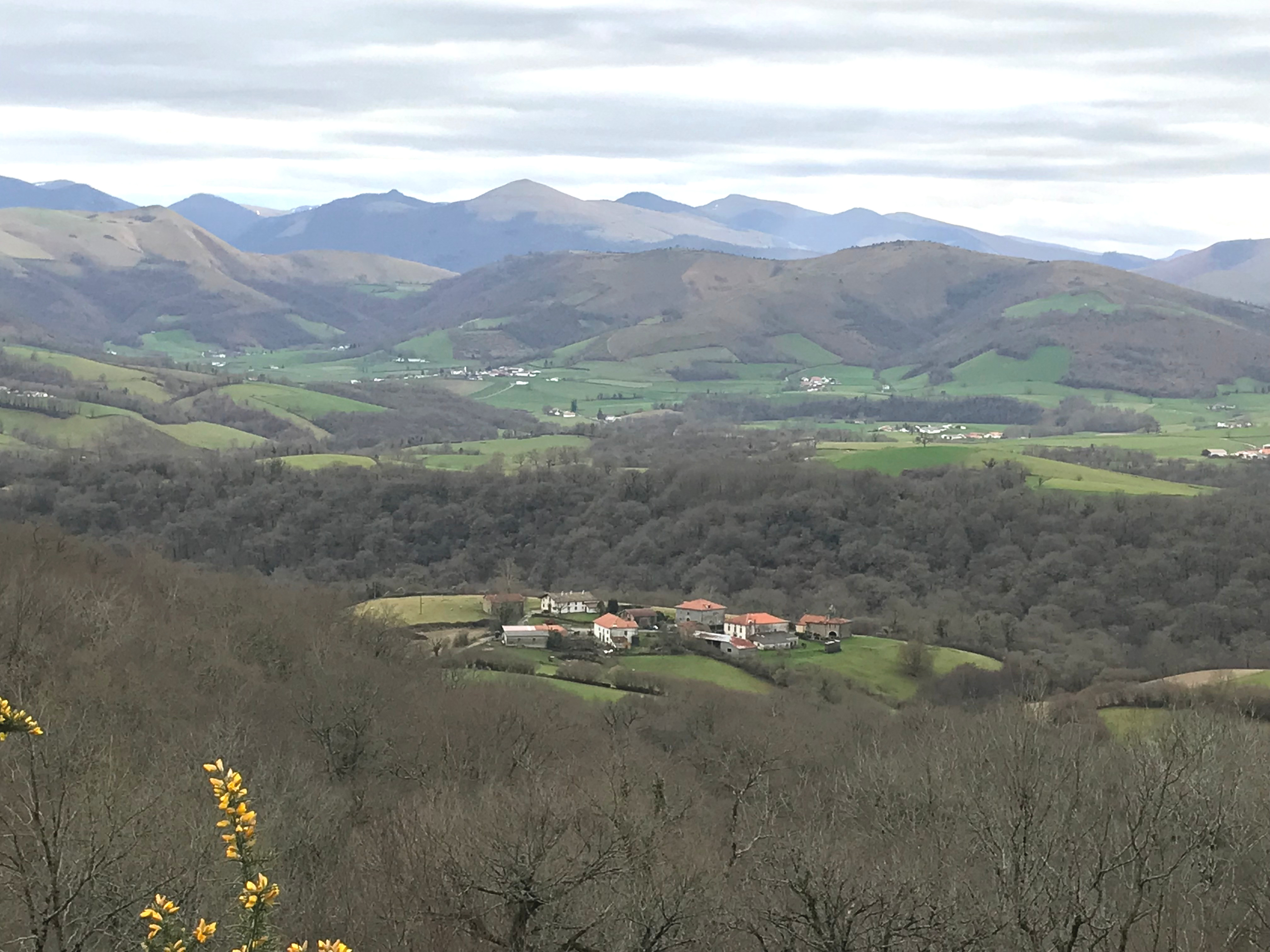
Hameau d'Harambels (site protégé[13]).
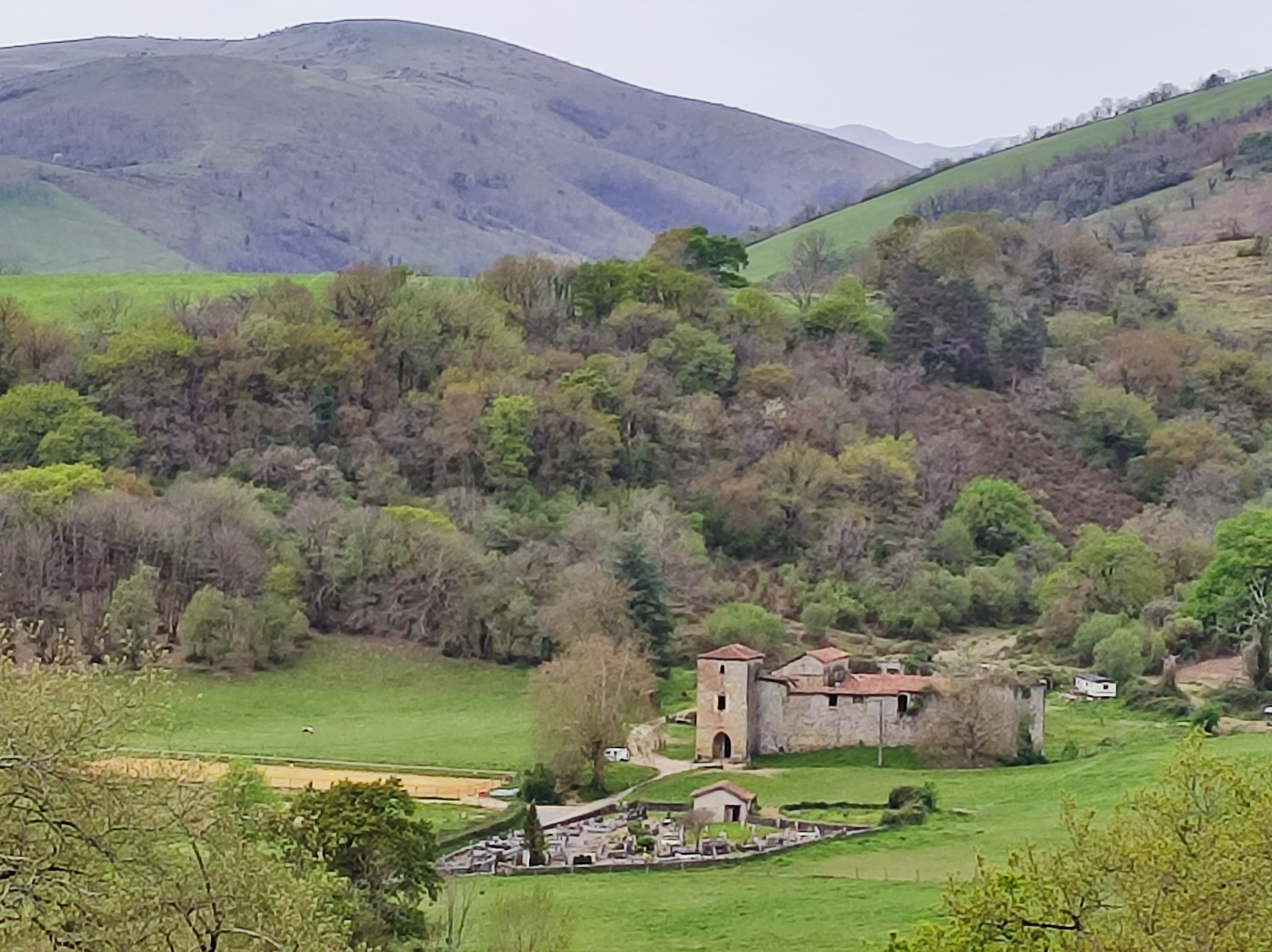
Château de Latsaga et cimetière de l'église Saint-Jean (site protégé[13]).

- Burguzaharia, lieu hypothétique de l'ancienne cité romaine de Carasa[36] ;
- Asme Chilo, un ensemble de fermes au sud de la commune[Carte 8] ;
- Gasteluzahare, sommet de colline où a existé un oppidum ;
- Harambels, lieu d'un ancien prieuré-hôpital dont subsiste le prieuré ;
- Irizola, l'ancienne ville basse du Moyen Âge où se trouvaient les hôpitaux Saint-Antoine (Ospitalia) et Ospital Zaharre ainsi que l'église Saint-Antoine, tous disparus[37],[38] ;
- Latsaga, où se trouve le château près duquel existait l'église Saint-Jean[37],[Carte 9], détruite au XIXe siècle[39], dont subsiste le cimetière ;
- Markotegia, comportant un pont sur la Bidouze près duquel on trouvait le moulin de Fallot[Carte 9] ;
- Sainte-Catherine, situé entre Irizola et Harambelz, où se trouvaient l'hôpital et la chapelle Sainte-Catherine du Désert (ou du Sinaï)[Carte 6] détruits durant la période révolutionnaire[40].

### Logement
En 2018 les 112 résidences se partagent en 96 maisons (85,7%) et 16 appartements (14,3%). Le nombre moyen de pièces est de 6,3 pour les maisons et 3,8 pour les appartements.
|             | nombre | pourcentage |
| ----------- | ------ | ----------- |
| résidences  | 112    | ---         |
| principales | 79     | 70,5        |
| secondaires | 21     | 18,8        |
| vacantes    | 12     | 10,7        |

|            | nombre | pourcentage |
| ---------- | ------ | ----------- |
| avant 1919 | 28     | 35,4        |
| 1919-1945  | 4      | 5,1         |
| 1946-1970  | 11     | 13,9        |
| 1971-1990  | 12     | 15,2        |
| 1991-2005  | 6      | 7,6         |
| 2006-2015  | 18     | 22,8        |

### Voies de communication et transports
Ostabat-Asme est desservie par la route départementale D 933 entre Saint-Palais et Saint-Jean-Pied-de-Port, la D 508 vers Lantabat via le col d'Ipharlatze et la D 602 vers Juxue.
Il existe une ligne de bus sur la D 933.
La gare TER la plus proche est celle de Saint-Jean-Pied-de-Port à 19,3 km (ligne Saint-Jean-Pied-de-Port - Bayonne).
La gare TGV la plus proche est celle d'Orthez à 48,7 km (ligne Tarbes - Paris Montparnasse).
L'aéroport le plus proche est celui de Biarritz à 64,4 km.
94,9 % des ménages ont au moins une voiture et 51,9 % en ont deux ou plus en 2018.
Les transports utilisés en 2018 pour se rendre au travail sont les suivants :
| pas de déplacement        | 26,7 % |
| marche, roller, patinette | 4,7 %  |
| vélo (y compris VAE)      | 0      |
| 2 roues motorisées        | 1,2 %  |
| voiture                   | 67,4 % |
| transport en commun       | 0      |

### Risques majeurs
Le territoire de la commune d'Ostabat-Asme est vulnérable à différents aléas naturels : météorologiques (tempête, orage, neige, grand froid, canicule ou sécheresse), inondations, feux de forêts et séisme (sismicité moyenne). Un site publié par le BRGM permet d'évaluer simplement et rapidement les risques d'un bien localisé soit par son adresse soit par le numéro de sa parcelle.
Certaines parties du territoire communal sont susceptibles d’être affectées par le risque d’inondation par une crue torrentielle ou à montée rapide de cours d'eau, notamment la Bidouze. La commune a été reconnue en état de catastrophe naturelle au titre des dommages causés par les inondations et coulées de boue survenues en 1982, 1983, 2007, 2008, 2009 et 2014,.
Ostabat-Asme est exposée au risque de feu de forêt. En 2020, le premier plan de protection des forêts contre les incendies (PDPFCI) a été adopté pour la période 2020-2030. La réglementation des usages du feu à l’air libre et les obligations légales de débroussaillement dans le département des Pyrénées-Atlantiques font l'objet d'une consultation de public ouverte du 16 septembre au 7 octobre 2022,.

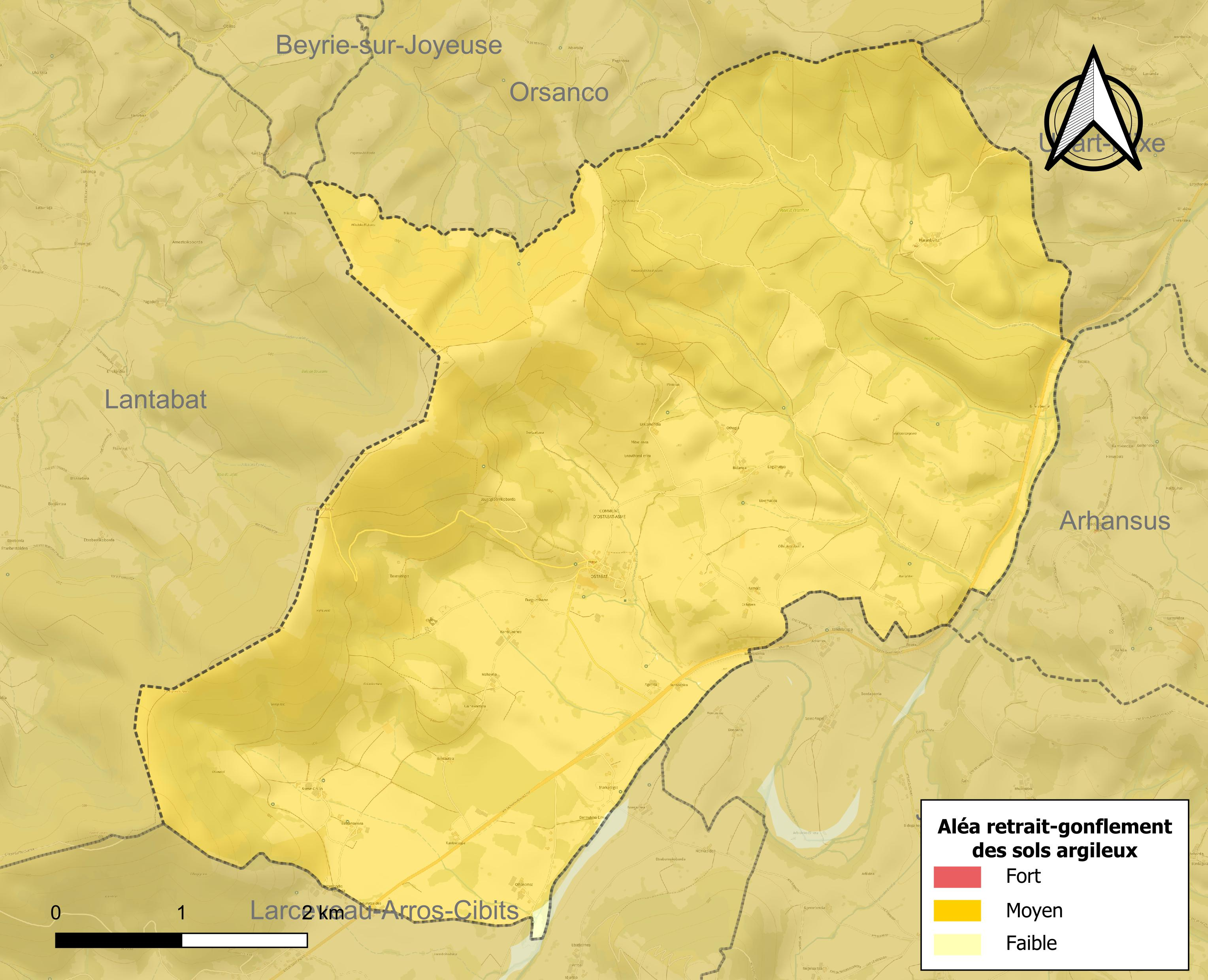
Carte des zones d'aléa retrait-gonflement des sols argileux d'Ostabat-Asme.

Le retrait-gonflement des sols argileux est susceptible d'engendrer des dommages importants aux bâtiments en cas d’alternance de périodes de sécheresse et de pluie. 99,9 % de la superficie communale est en aléa moyen ou fort (59 % au niveau départemental et 48,5 % au niveau national). Depuis le 1er octobre 2020, en application de la loi ELAN, différentes contraintes s'imposent aux vendeurs, maîtres d'ouvrages ou constructeurs de biens situés dans une zone classée en aléa moyen ou fort,.

#### Sismicité
La région est située en zone sismique 4 correspondant à un risque moyen. L'évènement récent (depuis 1980) le plus important s'est produit en 2008. Situé à 5 km de profondeur, sa magnitude était ML=2,6, donc trop faible pour être ressenti.

## Toponymie

### Mentions anciennes
- Le toponyme Ostabat apparaît sous les formes Ostebad (1167[38], cartulaire de Sorde, page 45[52]), Ostavayll (XIIe siècle[38], collection Duchesne volume CXIV, feuillet 161[53]), Aussebat (1243[38], rôles gascons), Ostasvaylles (1350[54]), Ostabailles (1383[38], titres de la Camara de Comptos[55]), Ostavayt (1413[54]), Sent-Johan d'Ostabat (1469[38], chapitre de Bayonne[56]), Ostabag et Hostabat (1472[38] pour ces deux formes, notaires de Labastide-Villefranche, no 2, feuillet 22[57]), Nostre-Done de l'espitau d'Ostabat (1518[38], chapitre de Bayonne[56]).

Le nom français actuel est une francisation du nom occitan Òstavath, et n'a pas pour origine le nom basque. D'après Philippe Veyrin, bat provient du gascon vath [batʲ] et signifie « val » ; Ostabat signifie donc « vallée de Hosta ».
- Le toponyme Asme apparaît sous les formes Azpun jauregui (1350[54]), Azpe (1413[54]) et Azme (1481[38], chapitre de Bayonne[56]).

Jauréguy était un fief vassal du royaume de Navarre, cité dans le dictionnaire topographique Béarn-Pays basque de 1863.

### Graphie basque
Son nom basque actuel est Izura-Azme.

## Histoire
La région est peuplée à l'époque protohistorique comme en témoignent les vestiges d'une enceinte fortifiée (gaztelu zahar) à cheval sur les communes d'Ostabat, de Larceveau et Lantabat, ainsi que de nombreux tumulus,. Il existe quelques traces de peuplement au Néolithique.
L'endroit, situé dans le pagus de Cize et peuplé par les Tarbelles, se trouvait sur la voie romaine Bordeaux-Astorga, décrite par l'itinéraire d'Antonin. On en trouve quelques traces qui permettent de la situer. Le tracé adopté était Larceveau Chahara - Asme Burguzaharia, - Ostabat - Harambeltz, qui correspond approximativement au chemin de Saint-Jacques. Peut-être Asme constituait-il l'étape nommée Carasa (ou Carassa). La route Ostabat-Saint-Palais empruntait ce chemin jusqu'au XVIIIe siècle.
Ostabat est vraisemblablement créé au XIe siècle et appartient à Arnaud Ier Garcia, seigneur de Mixe et d'Ostabarret, fief vassal du duc d'Aquitaine. Ses possessions sont dévolues au royaume de Navarre en 1196. Il partage ses biens pour apanager son fils Garcie Arnaud des baronnies de Luxe, Lantabat et Ostabat, lequel rendra hommage au roi en 1226.
Le XIIIe siècle est l'époque d'un conflit territorial du roi de Navarre avec la couronne anglaise auquel se superpose une lutte entre les Luxe et les Agramont. En 1266 une guerre brève éclate où Ostabat participe comme arsenal et camp militaire.
Le village devient une étape importante du pèlerinage de Saint-Jacques-de-Compostelle car il est à la confluence de trois des chemins jacquaires majeurs. Il acquiert de l'importance au XIIIe siècle avec de nouveaux arrivants. La ville neuve (iriberri), de type bastide,, est peuplée par l'octroi du for de Morlaàs et une enceinte est créée par Pierre-Arnaud II, seigneur de Luxe, Lantabat et Ostabat. Les remparts, contrevenants au for de Navarre, sont rapidement démantelés en 1228 sur ordre de Sanche le Fort. Il n'en reste aujourd'hui qu'un simple vestige.
Au recensement fiscal de 1350 on compte 68 feux à Ostabat dont une vingtaine d'auberges dont témoignent les noms de famille des propriétaires, deux hôpitaux, trois églises et deux prieurés-hôpitaux financés par un péage. Celui d'Harambeltz, créé au XIIe siècle à l'écart du bourg, existe encore. À ce moment Asme compte 21 feux.
Cette période profite au village : en 1236 Thibaut Ier de Navarre autorise l'accès aux moulins royaux de Saint-Jean-Pied-de-Port et quelques décennies plus tard Charles II de Navarre concède le droit de tenir marché.
La région est ultérieurement sévèrement touchée par la peste noire. Le recensement à caractère fiscal de 1412-1413, réalisé sur ordre de Charles III de Navarre montre une diminution par deux du nombre de feux à Ostabat (37 contre 68 en 1350) et Asme (10 contre 21). Celui de 1551 des hommes et des armes qui sont dans le présent royaume de Navarre d'en deçà les ports, révèle une démographie renouvelée avec 33 feux à Asme.
En 1512 Ferdinand le Catholique conquiert la Navarre dont les nobles, parmi lesquels figure Jaime de Laxague, font acte de soumission le 5 juin 1513 à Ostabat. Les états de Navarre sont réunis le 14 juin 1514 également à Ostabat, complétant provisoirement la réunification de la Basse-Navarre avec la soumission des nobles encore insoumis comme Jean III de Luxe, baron d'Ostabat. Après la reconquête partielle de Jean III de Navarre les armées de Charles Quint, sous le commandement de Philibert de Châlon, incendient le village en 1523.
En 1515 Ostabat obtient le titre de « ville », lui conférant les capacités juridiques en tous domaines et le droit de représentation aux États. Ces droits disparaissent ultérieurement, sans doute à la fin du XVIe siècle.
Afin de rétablir la prospérité commerciale d'autrefois, Henri III de Navarre et IV de France concède à Ostabat une foire annuelle et le droit d'édifier une halle pour un marché bimensuel ainsi qu'une foire annuelle, comme « principale ville de commerce et de passage de notre dit Royaume de Navarre et Pais souverain de Béarn » en compensation de « la ruine par l'armée espagnolle, tellement que depuis elle ne s'est pas remise comme avant ».
À partir du XVIIIe siècle le pèlerinage de Compostelle décline. Les derniers prieurés-hôpitaux avec leurs donats, parmi lesquels celui d'Harambels, disparaissent en novembre 1784 par lettre patente de Louis XVI. Cette période correspond au retour à un environnement rural.
En 1790 les communes d'Ostabat et d'Asme sont intégrées au canton de Larceveau, dans le district de Mont-Bidouze (nom révolutionnaire de Saint-Palais). La Révolution française est mal accueillie dans la région. En 1795 le curé d'Ostabat et le vicaire d'Harambeltz, réfractaires, sont déportés.
La commune est créée le 13 juin 1841 par la réunion des communes d'Ostabat et d'Asme, à l'instar de nombreuses communes des Basses-Pyrénées dans la période 1841-1842.
La Première Guerre mondiale entraîne une hécatombe d'hommes jeunes puisque 14 d'entre eux meurent. Cela représente environ un quart des hommes de la tranche 21-49 ans susceptibles de porter une arme.
Lors de la Seconde Guerre mondiale la France est coupée en deux par la ligne de démarcation qui suit la RN133 qui coupe la commune en deux parties. La majorité des habitations est en zone occupée. Au cours de cette guerre huit jeunes hommes meurent lors de la Libération.

## Héraldique
Le blason est celui des Salaberri de la salle d'Ostabat.
| Blason | Blasonnement : D'argent à la fasce coupée d'or et d'azur accompagnée en pointe de deux vaches affrontées de gueules. |

## Politique et administration

### Municipalité
Pour la période antérieure à 1841 les maires d'Ostabat et les maires d'Asme sont donnés dans les articles correspondants.
| Période                                  | Période  | Identité                | Étiquette | Qualité             |
| ---------------------------------------- | -------- | ----------------------- | --------- | ------------------- |
| 1841                                     | 1858     | Pierre Jaureguy         |           | notaire             |
| 1859                                     | 1864     | Jean Oxoby              |           |                     |
| 1865                                     | 1877     | Jean-Baptiste Larralde, |           | agriculteur         |
| 1878                                     | 1897     | Jean Arrocain           |           | agriculteur         |
| 1898                                     | 1899     | Jules Debroque          |           |                     |
| 1900                                     | 1904     | Christophe Aguerre      |           |                     |
| 1904                                     | 1912     | Pierre Larrondo         |           | agriculteur         |
| 1912                                     | 1922     | Jean Bidegainberry      |           |                     |
| 1922                                     | 1935     | Édouard Larralde        |           |                     |
| 1936                                     | 1945     | Philippe Larralde       |           |                     |
| 1946                                     | 1951     | Sébastien Amestoy       |           |                     |
| 1953                                     | 1959     | Amédée Elisseits        |           |                     |
| 1959                                     | 1985     | Pierre Ithurralde       |           |                     |
| 1986                                     | 1989     | Jean Etcheberry         |           |                     |
| 1990                                     | 1995     | Jean-Marie Mogabure     |           | artisan             |
| 1995                                     | 1997     | Jean Monpied            |           | délégation spéciale |
| 1998                                     | 11/2004  | Jean-Claude Elisseits   |           | commerçant          |
| 11/2004                                  | 12/2004  | Guy Lachaud             |           | délégation spéciale |
| 12/2004                                  | 2008     | Jean-Claude Elisseits   |           | nouveau mandat      |
| 2008                                     | En cours | Daniel Olçomendy        | EH Bai    | professeur          |
| Les données manquantes sont à compléter. |          |                         |           |                     |

### Intercommunalité
Ostabat-Asme appartient à six structures intercommunales :
- la communauté d'agglomération du Pays Basque ;
- le syndicat d'adduction d'eau potable (SIVU) de l'Ostabarret ;
- le syndicat d’énergie des Pyrénées-Atlantiques ;
- le syndicat intercommunal pour l'aménagement et la gestion de l'abattoir de Saint-Jean-Pied-de-Port ;
- le syndicat intercommunal pour le soutien à la culture basque ;
- le syndicat pour le fonctionnement des écoles d'Ostabarret.

## Population et société

### Démographie

#### Avant 1841
Les communes sont séparées.
|         | 1793 | 1800 | 1806 | 1821 | 1831 | 1836 |
| ------- | ---- | ---- | ---- | ---- | ---- | ---- |
| Ostabat | 326  | 302  | 332  | 376  | 438  | 424  |
| Asme    | 233  | 239  | 227  | 237  | 204  | 204  |
| Total   | 559  | 541  | 559  | 613  | 642  | 628  |

#### Après 1841
L'évolution du nombre d'habitants est connue à travers les recensements de la population effectués dans la commune depuis 1793. Pour les communes de moins de 10 000 habitants, une enquête de recensement portant sur toute la population est réalisée tous les cinq ans, les populations de référence des années intermédiaires étant quant à elles estimées par interpolation ou extrapolation. Pour la commune, le premier recensement exhaustif entrant dans le cadre du nouveau dispositif a été réalisé en 2006.

En 2022, la commune comptait 224 habitants, en évolution de +15,46 % par rapport à 2016 (Pyrénées-Atlantiques : +3,78 %, France hors Mayotte : +2,11 %).
| 1793 | 1800 | 1806 | 1821 | 1831 | 1836 | 1841 | 1846 | 1851 |
| ---- | ---- | ---- | ---- | ---- | ---- | ---- | ---- | ---- |
| 326  | 302  | 332  | 376  | 438  | 424  | 630  | 569  | 588  |

| 1856 | 1861 | 1866 | 1872 | 1876 | 1881 | 1886 | 1891 | 1896 |
| ---- | ---- | ---- | ---- | ---- | ---- | ---- | ---- | ---- |
| 518  | 501  | 465  | 426  | 414  | 426  | 394  | 381  | 398  |

| 1901 | 1906 | 1911 | 1921 | 1926 | 1931 | 1936 | 1946 | 1954 |
| ---- | ---- | ---- | ---- | ---- | ---- | ---- | ---- | ---- |
| 385  | 382  | 394  | 341  | 436  | 400  | 365  | 356  | 308  |

| 1962 | 1968 | 1975 | 1982 | 1990 | 1999 | 2006 | 2011 | 2016 |
| ---- | ---- | ---- | ---- | ---- | ---- | ---- | ---- | ---- |
| 278  | 256  | 256  | 235  | 219  | 229  | 197  | 200  | 194  |

| 2021 | 2022 | - | - | - | - | - | - | - |
| ---- | ---- | - | - | - | - | - | - | - |
| 214  | 224  | - | - | - | - | - | - | - |

## Économie

### Emploi et revenus
En 2019 le revenu médian par unité de consommation est de 18 260 € contre 22 040 € pour l'ensemble des Français.
En 2018 les résidents occupent 109 emplois dont 86 sont situés sur la commune. Ces emplois se répartissent de la façon suivante :
| salarié     | 51 | fonction publique, CDI | 41 |
|             |    | CDD                    | 4  |
|             |    | Emploi aidé            | 4  |
|             |    | apprentissage, stage   | 2  |
| non-salarié | 35 | indépendant            | 27 |
|             |    | employeur              | 7  |
|             |    | aide familial          | 1  |

L'activité est principalement agricole. La commune fait partie de la zone d'appellation de l'ossau-iraty.

## Équipements
La commune dispose d'une maison de la petite enfance et d'un centre de loisirs scolaires. Elle a eu une ikastola de 1999 à 2007, date à laquelle celle-ci a été transférée à Larceveau.
Elle accueille dans les locaux de la mairie une antenne du CFPPA des Pyrénées-Atlantiques.
Les équipements sportifs se limitent à un fronton au centre du village.

## Culture locale et patrimoine

### Patrimoine civil

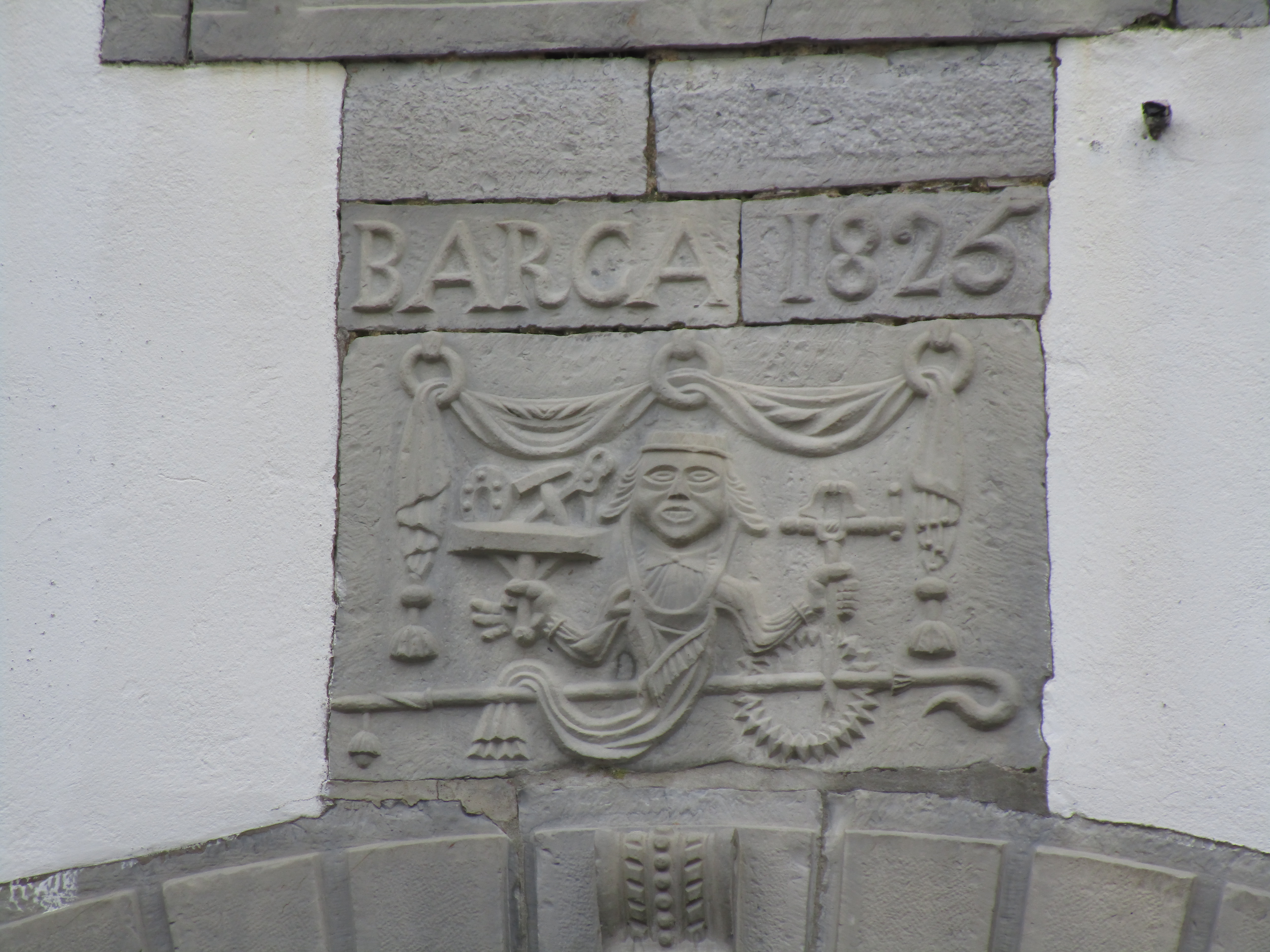
Atalburu de la maison Barca (1825).
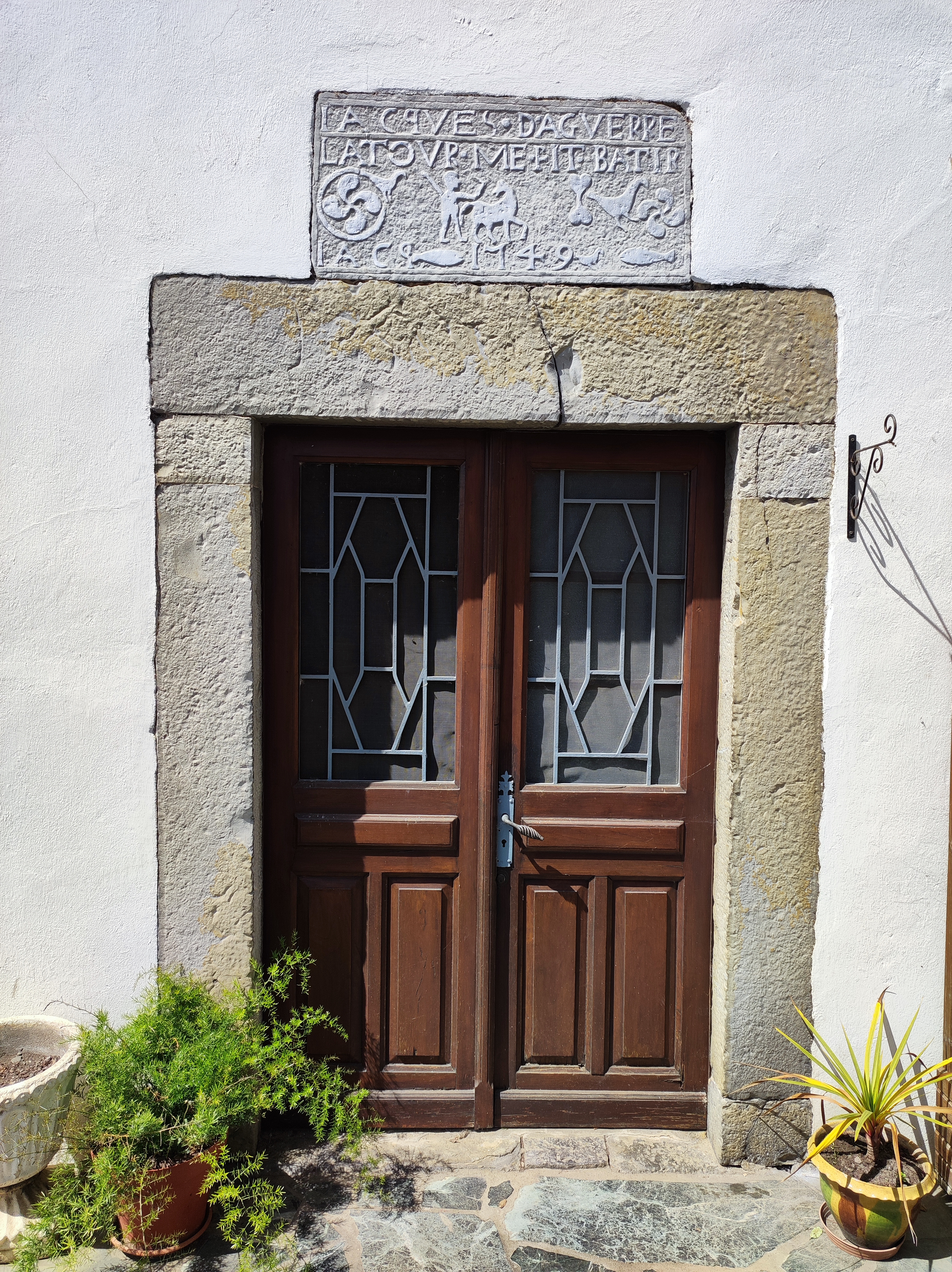
Atalburu de la cave d'Aguerre (1749).
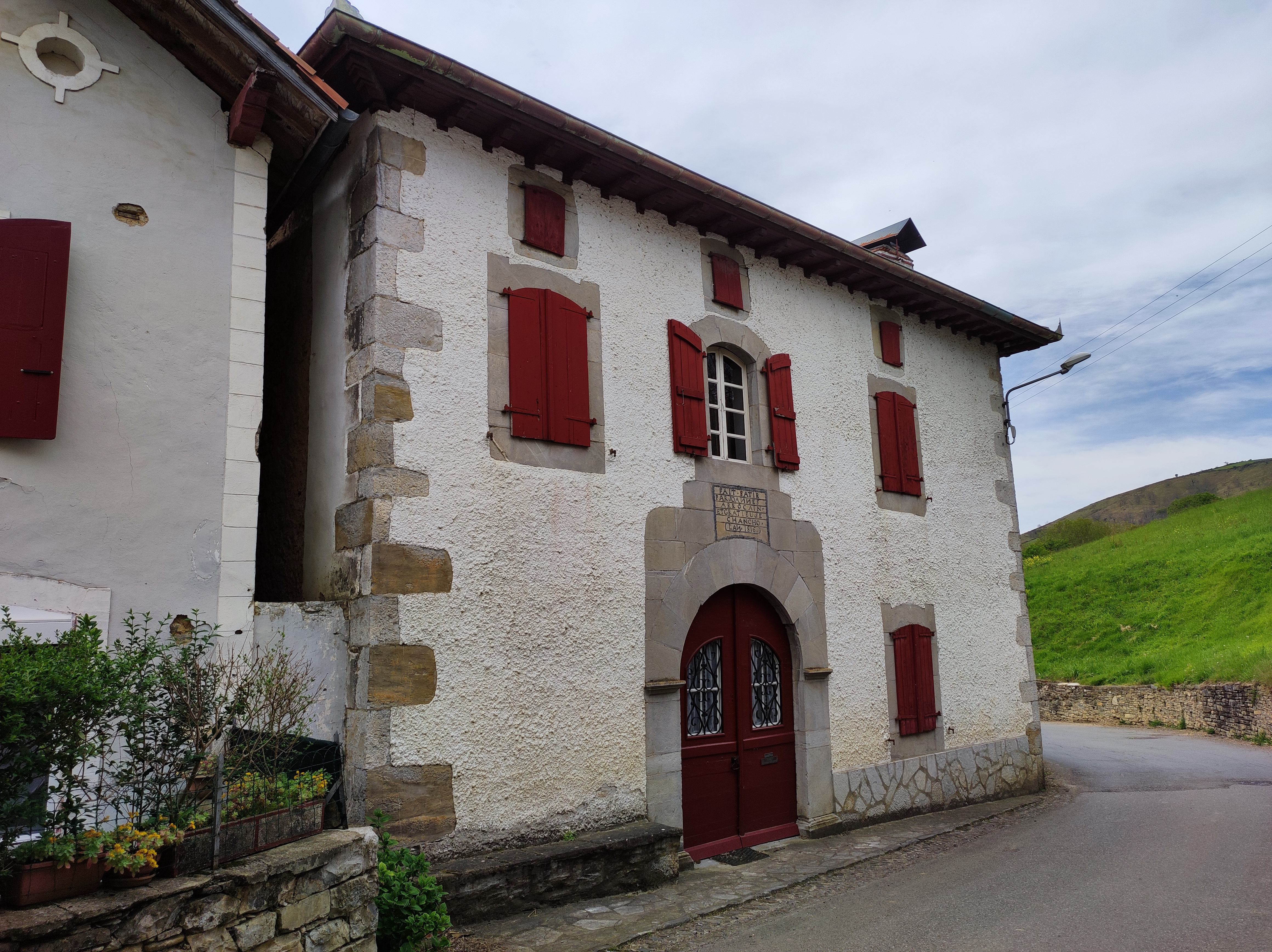
Maison Arrocain / Chancho de 1816.
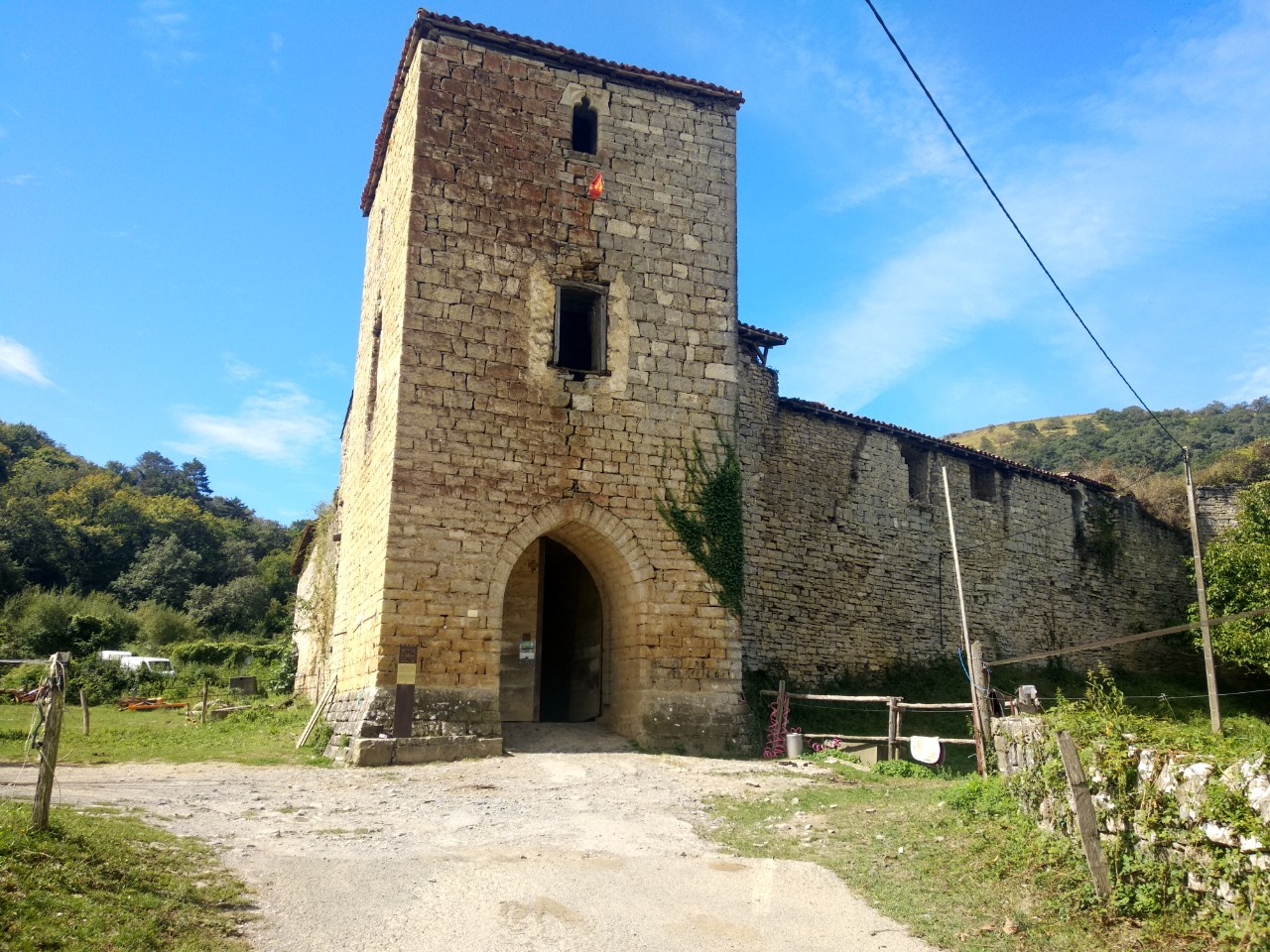
Château de Latsaga.

- Une étude[37] sur la formation de la ville nouvelle d'Ostabat et un inventaire topographique ont été menés par le ministère de la Culture.
- Une enceinte protohistorique fortifiée[60] (à cheval sur les communes de Lantabat et de Larceveau-Arros-Cibits) se trouve au lieu-dit Gasteluzahare (de gaztelu, équivalent du latin castellum[66]). Cette enceinte, située à 472 m d'altitude et couvrant environ 1 ha comportait 7 lignes de défense constituées de parapets de terre[94]. Les fragments des plus anciennes poteries trouvées sur place remontent au IIe siècle avant notre ère. Cette enceinte était utilisée pour la défense contre les incursions celtes ou lors de conflits locaux.
- Le château de Latsaga ou château de Laxague[95],[39],[Note 13] qui a été construit au XIVe siècle à partir d'un bâtiment fortifié du XIIIe siècle, puis modifié à la fin du XVe siècle[96].
- Des fermes[97] des XVIIe, XVIIIe et XIXe siècles sont inventoriées par le ministère de la Culture ;
- Des restes de rempart détruits en 1228 par Sanche le Fort, roi de Navarre sont visibles dans l'angle sud-est de la ville[98].

### Patrimoine religieux

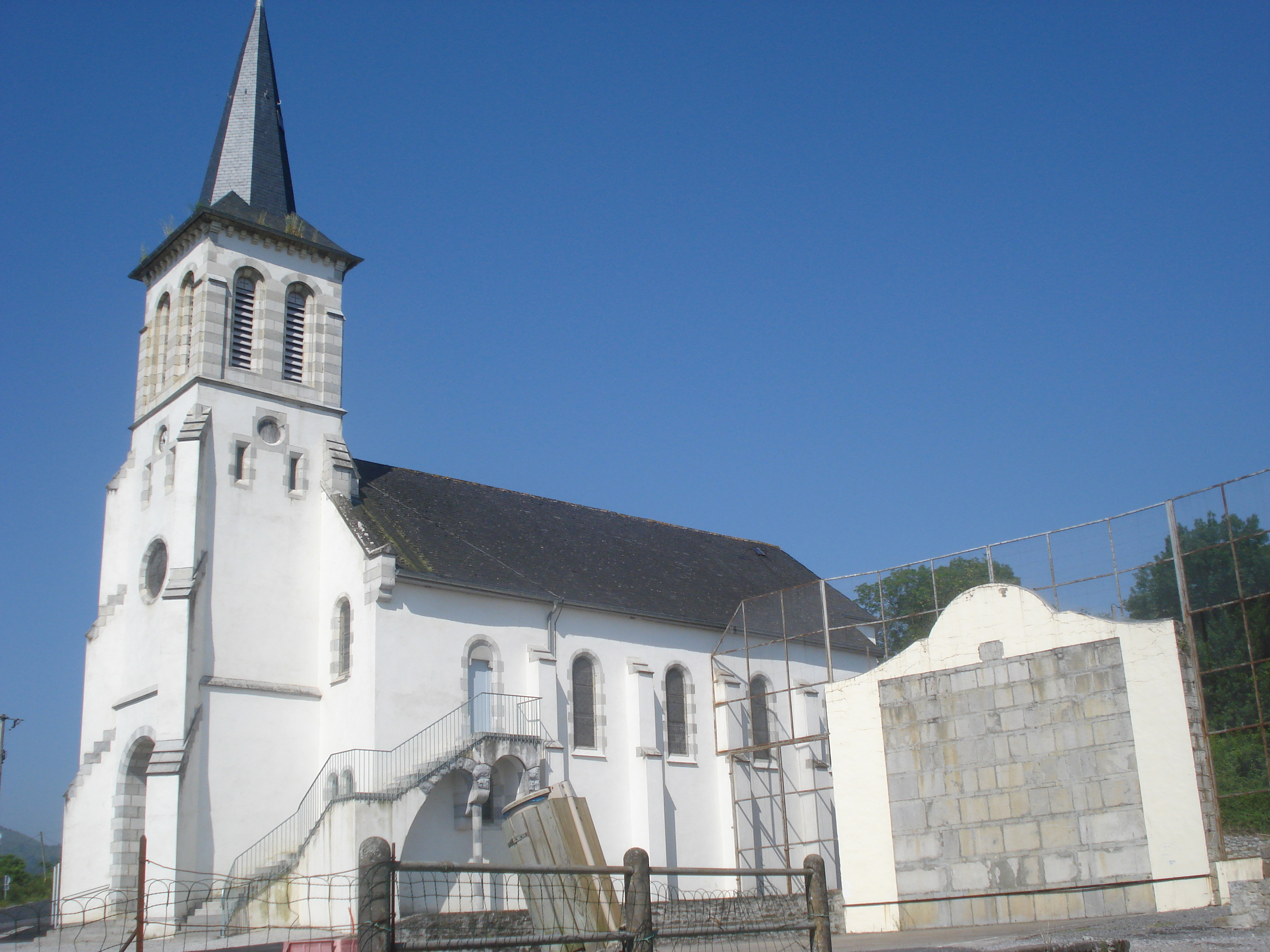
Église Saint-Jean-Baptiste et fronton.
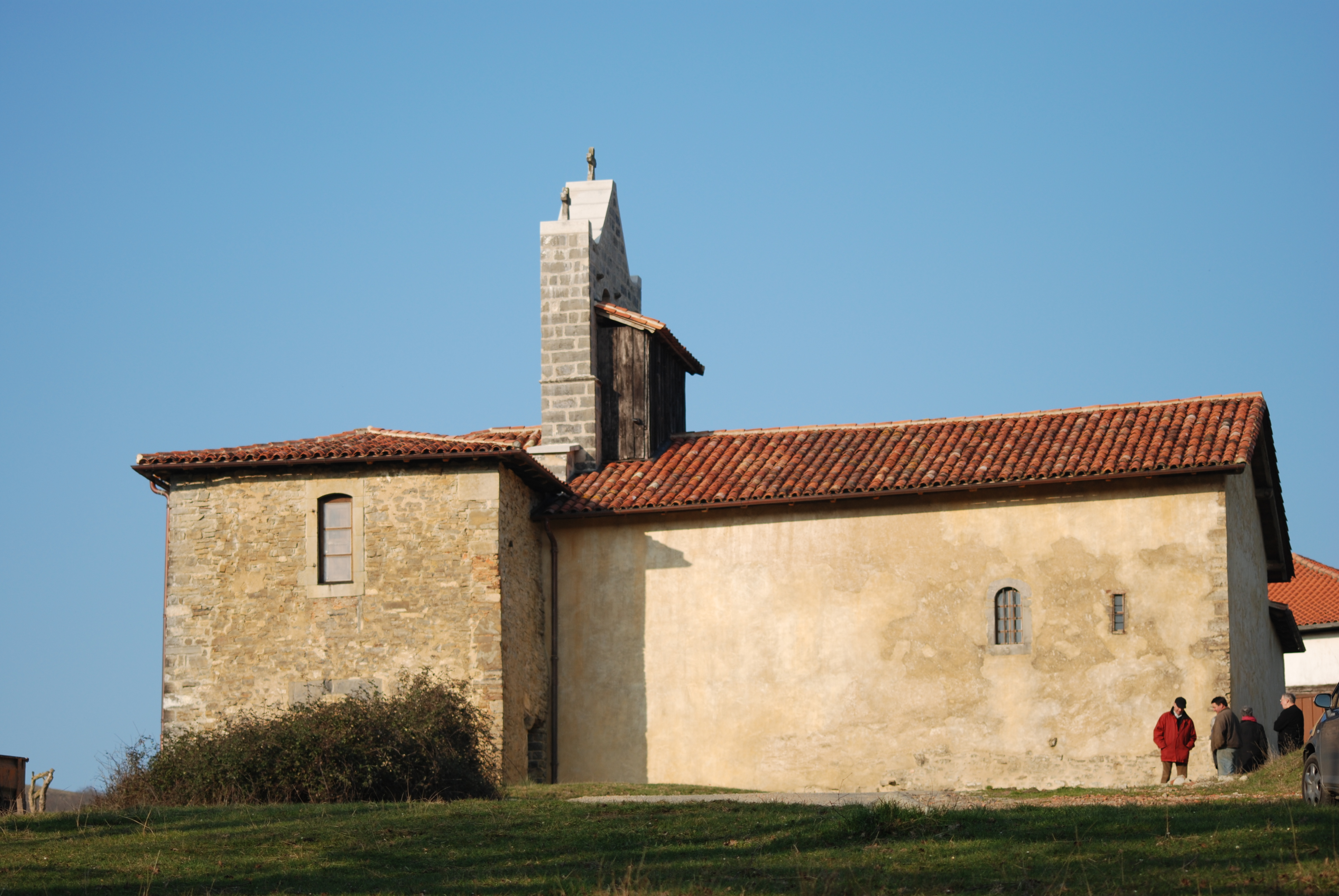
Chapelle Saint-Nicolas-de-Myre à Harambelz.
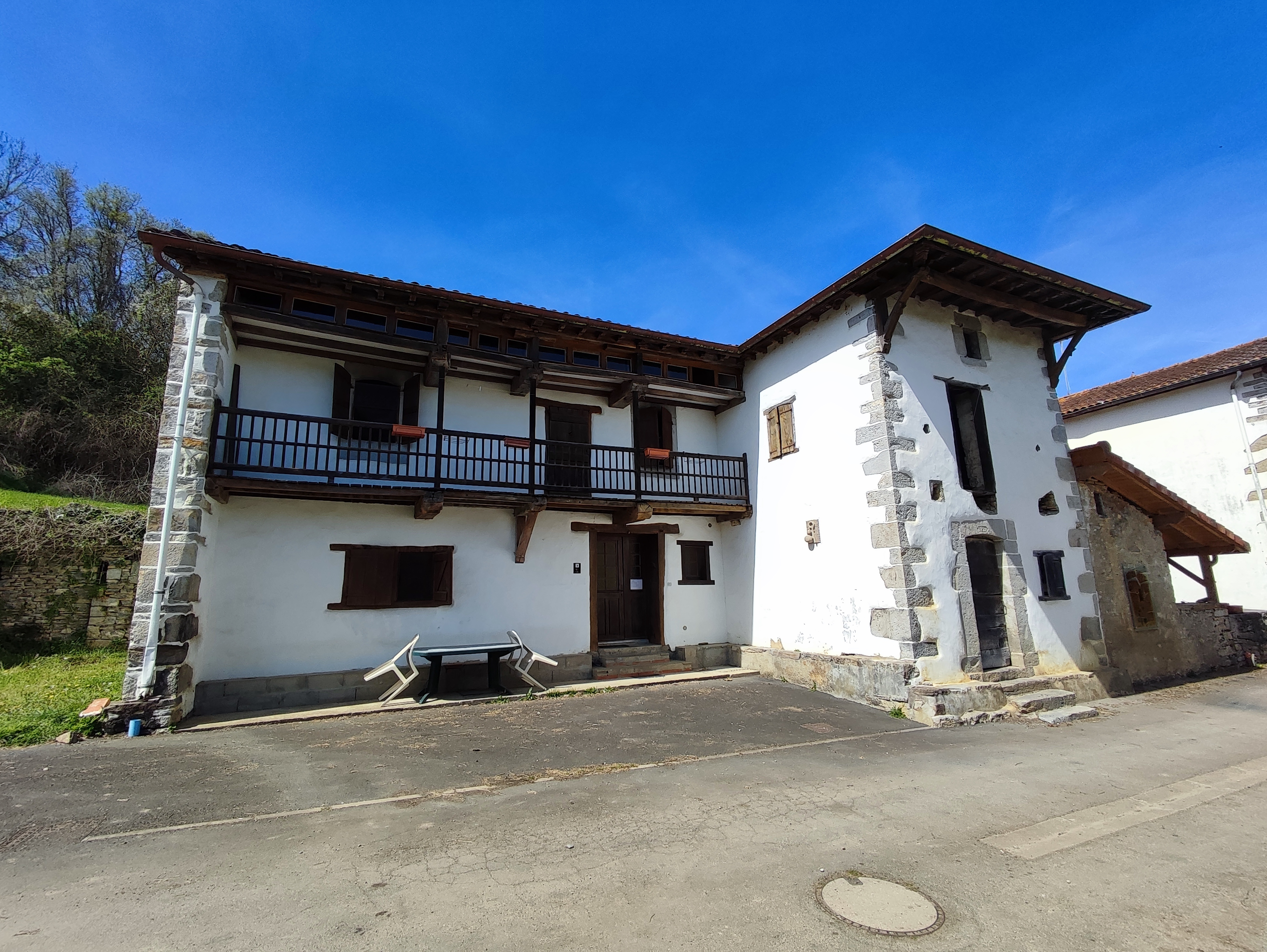
Maison Ospitalia (XIXe siècle), à l'emplacement de l'hôpital Saint-Antoine.

- De nombreux tumulus sont répertoriés sur le territoire de la commune ou à cheval avec celle de Lantabat[13]. Celui situé au lieu-dit Haranbelzeko Bizkarra est l'un des plus grands du Pays Basque. Il est voisin d'un camp occupé au Néolithique[61].
- Ostabat-Asme est à la croisée historique des chemins du pèlerinage de Saint-Jacques-de-Compostelle, en particulier de la via Podiensis et de la via Lemovicensis, venant de Vézelay et de Limoges, qui empruntent toutes les deux le GR65, inscrit par l'UNESCO au patrimoine mondial entre Aroue et Ostabat[99].
- La chapelle Saint-Nicolas-de-Myre à Harambeltz[100] (Harambelz[Carte 9], Aranbels, Arambelz, Arambels[65], Farambels[67], Harembels[38], Harambela[Carte 6]) date du XIIe siècle (ou antérieure car elle est citée dans un document daté de 1106 et une maison voisine reconstruite au XVIIIe siècle se prétend fondée en 984[101]), des XIIIe et XVIIe siècles.

Elle est l'unique vestige du prieuré-hôpital indépendant de tout ordre religieux dédié à Saint Nicolas, patron des voyageurs.
Elle renferme un retable peint du XVIIe siècle, une belle statue de l'apôtre et un curieux relief en bois représentant la Vierge trônant sur un coffre. À remarquer, le chrisme du XIe siècle au-dessus de la porte, surmonté d’une croix de Malte et d’une étoile à cinq branches, ainsi que le porche sous lequel se reposaient les pèlerins.
Le ré-emploi de pierres pour sa construction montre l'existence d'une chapelle pré-romane antérieure.
Depuis la fermeture du prieuré-hôpital de Harambeltz, par Louis XVI en 1784, quatre familles de donats se sont instituées propriétaires de la chapelle qu'elles ont pris en charge de génération en génération. Leurs descendants vivent encore aujourd'hui dans les maisons voisines de la chapelle. Copropriétaires de la chapelle, ils en assurent en commun l'entretien. Le proche logis d'une famille de donat porte sur sa façade une inscription du XVIIIe siècle mentionnant l'édification de leur maison en 984 et sa reconstruction en 1786, deux ans après la suppression des hôpitaux et des donats en Basse-Navarre.
- À l'entrée du village la vieille maison « Ospitalia », anciennement hôpital Saint-Antoine dans la ville basse (Irizola)[75], a renoué avec sa tradition hospitalière sous la forme d'un gîte d'étape. En face se trouvait l'église Saint-Antoine, encore présente au début du XIXe siècle[Carte 9]. Le lieu faisait l'objet de pèlerinages locaux pour la quête d'une guérison miraculeuse[102].

- L'église Saint-Jean-Baptiste ou église du Sacré-Cœur de Jésus dont les plans furent dessinés par l'architecte palois Maurice Lévy date de 1889[103] ;

## Personnalités liées à la commune

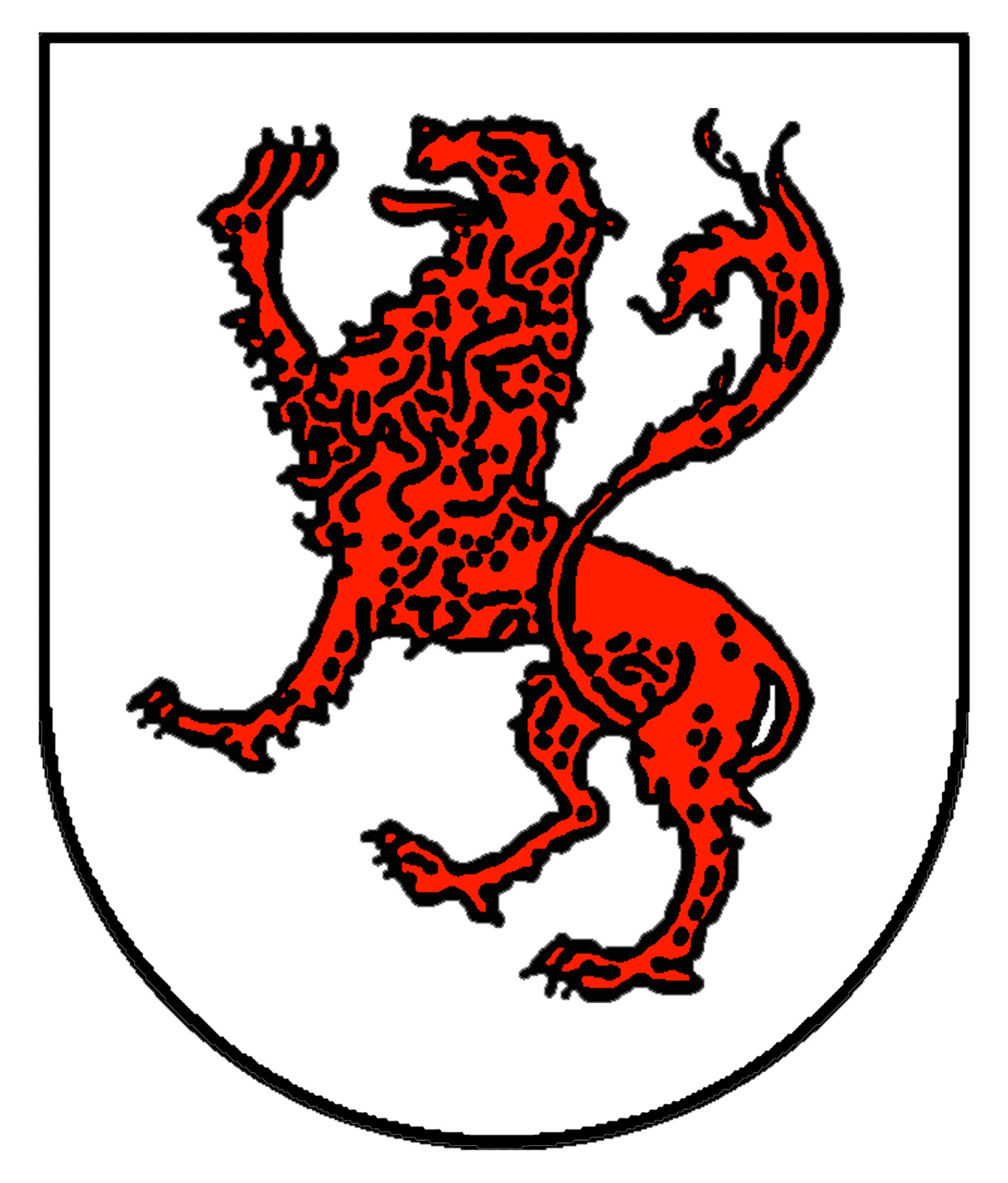
Blason des Laxague.

- Pées de Laxaga (Laxague), qui accompagne Thibaut II de Navarre à la huitième croisade avec Louis IX en 1270. Il est mentionné dans divers actes[39] dont un concernant le prieuré-hopital de Harambeltz en 1249[75],[64].
- Pes de Laxague (1320 - 29 mai 1393) est au service de Charles II puis de Charles III de Navarre. Il participe à la bataille de Cocherel (1364), commande une compagnie de Navarre en Albanie lors de la prise de Durazzo (1376), à la campagne d'Italie pour l'antipape Clément VII et aux campagnes du roi de Castille en 1384 et 1385 contre Jean Ier (roi du Portugal). Il devient chevalier, puis ricombre et enfin chambellan et mène des ambassades auprès de Jean Ier de Castille (1387), du roi de France Charles VI (1388-1389) et de Mathieu de Foix-Castelbon, vicomte de Béarn (1392). Il fait construire le château de Latsaga à Asme où il décède. Il est inhumé dans sa chapelle de l'église Saint-Jean.
- Dominique Elichiry (5 avril 1882 - 24 janvier 1956), Juste parmi les nations[104],[105].
- Pierre Jauréguy, né le 28 mai 1891 à Ostabat et mort le 26 juillet 1931 à Arancou[106], est un vétérinaire et un joueur de rugby, détenteur de quatre sélections en équipe de France.
- Son frère, Adolphe Jauréguy, né le 18 février 1898 à Ostabat et mort le 4 septembre 1977 à Saint-Jean-Pied-de-Port, fut sélectionné à trente-et-une occasions en équipe de France. Il fut également vice-champion olympique en 1920 et vainqueur des Jeux lnteralliés en 1919.
- Marcel Mendiharat-Pommies, né à Ostabat en 1914 et mort en 2007, est un évêque catholique français, évêque de Salto (Uruguay) de 1968 à 1989.